# 유럽 연합 항공 안전청

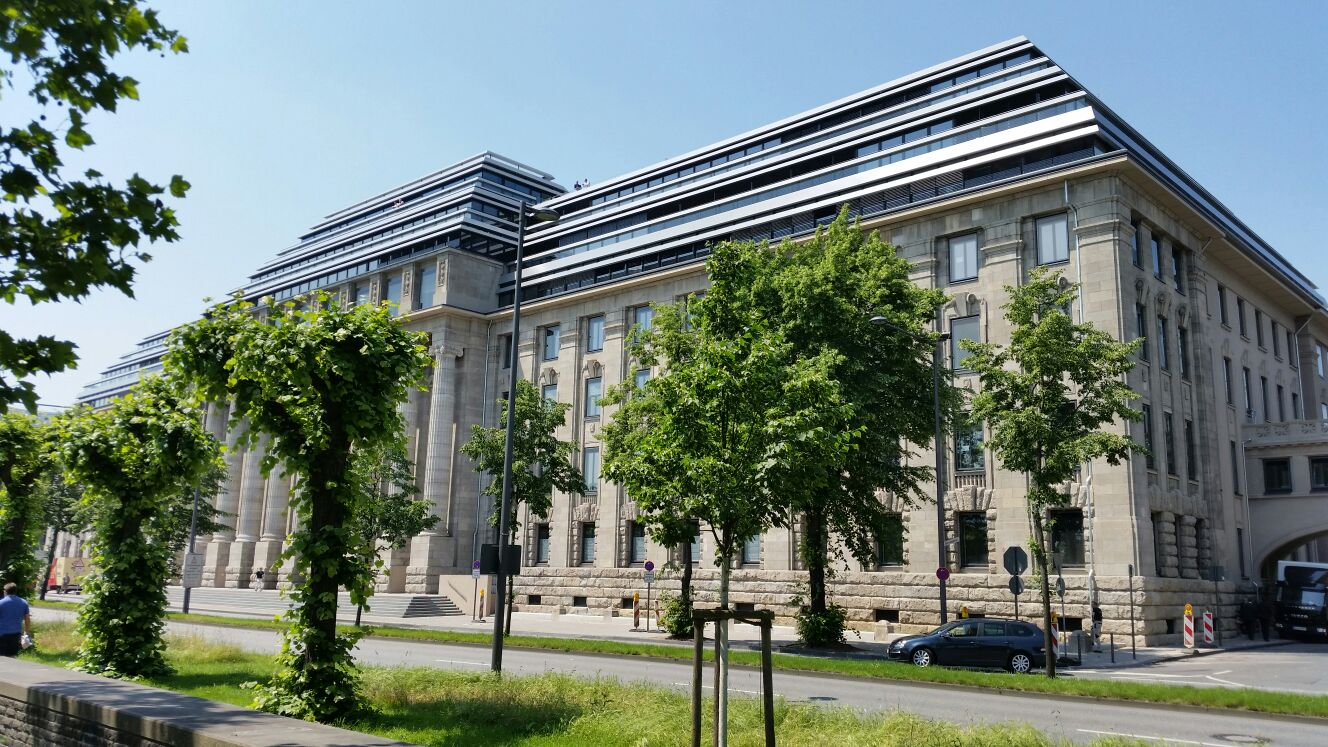
독일 쾰른의 오피스

유럽 연합 항공 안전청(European Union Aviation Safety Agency, EASA) 또는 유럽 항공 안전청은 민간 항공 안전을 책임지는 유럽 연합(EU) 기관이다. 인증, 규제 및 표준화를 수행하고 조사 및 모니터링도 수행한다. 안전 데이터를 수집 및 분석하고 안전 법규에 대한 초안을 작성 및 조언하며 세계 다른 지역의 유사한 조직과 협력한다.
유럽 수준의 항공 안전 당국에 대한 아이디어는 1996년으로 거슬러 올라간다. 그러나 이 기관은 2002년에야 법적으로 설립되었다. 2003년에 작업을 시작했다.

## 같이 보기
- 유로컨트롤
- 미국 연방항공규정